# Fernando Cavenaghi
Fernando Cavenaghi (O'Brien, 21. rujna 1983.) je bivši argentinski nogometaš koji je igrao na poziciji napadača. Počeo je karijeru u River Plateu. Od 2004. do 2006. godine nastupao je za moskovski Spartak. 